# Atomic (dal)
Az Atomic egy dal az amerikai Blondie rockegyüttes 1979-es Eat to the Beat albumáról. A szerzői Debbie Harry és Jimmy Destri voltak, a producere Mike Chapman. Harmadik kislemezként jelent meg az albumról.
A hangzása a new wave és a disco elemeket keverte, hasonlóan a nagyon sikeres Heart of Glass című dalukhoz. A gitárriffet Neil Diamond Girl, You’ll Be a Woman Soon című dala inspirálta.
A kislemezre egy remix verzió került fel 3:48 hosszúságban. Az eredeti albumverzió 4:35 hosszú volt, és tartalmazott egy intrót, amely egy gyermekvershez hasonlított, és egy instrumentális átvezetőt basszusgitár-szólóval (ez a változat került az 1981-es The Best of Blondie válogatásalbumukra is). A 7 hüvelykes kislemez verziójában Mike Chapman producer kihagyta az intrót, a basszusgitár-szólót pedig lecserélte az egyik versszak ismétlésére.
A dal az első helyet érte el az angol slágerlistán 1980 februárjában, összességében ez lett az együttes Angliában legnagyobb példányszámban elkelt kislemeze, több mint 1,1 milliós eladással. Az amerikai Billboard Hot 100-on a 39. lett. A B-oldalán szereplő Die Young, Stay Pretty című dal ugyancsak az Eat to the Beat albumról származik, és az együttes első kísérletét jelentette a reggae stílusban (később egyik legnagyobb sikerüket a The Tide Is High című reggae dallal érték el). A 12 hüvelykes kislemez B-oldalán helyet kapott David Bowie Heroes című dalának élő feldolgozása, amelyet egy hónappal a megjelenés előtt, a londoni Hammersmith Odeonban vettek fel Robert Fripp gitáros közreműködésével. Ez a felvétel felkerült az 1993-as Blonde and Beyond ritkaság-válogatásalbumra.
Az Atomic remixe 1994-ben ugyancsak megjelent kislemezen, és az első helyet érte el a Billboard dance listáján, valamint a 19. helyet az angol slágerlistán. Ez a remix felkerült a The Platinum Collection, Beautiful - The Remix Album és Remixed Remade Remodeled - The Remix Project válogatásalbumokra. Ugyancsak készült egy remix négy évvel később a Atomic - The Very Best of Blondie válogatásalbumra.
A dal elhangzott a Csavard be, mint Beckham című filmben. Miután az együttes elutasította, hogy elhangozzon a Trainspotting című filmben, a Sleeper nevű indie rock együttes készített hozzá feldolgozást, és az került a filmbe.

## US 7" (Chrysalis CHS 2410)
1. Atomic (7" Mix) (Debbie Harry, Jimmy Destri) - 3:48
2. Die Young, Stay Pretty (Harry, Chris Stein) - 3:27

## UK 12" (Chrysalis CHS 12 2410)
1. Atomic (7" Mix) (Harry, Destri) - 3:48
2. Die Young, Stay Pretty (Harry, Stein) - 3:27
3. Heroes (élő) (David Bowie) - 6:28